# Ölligsbirne

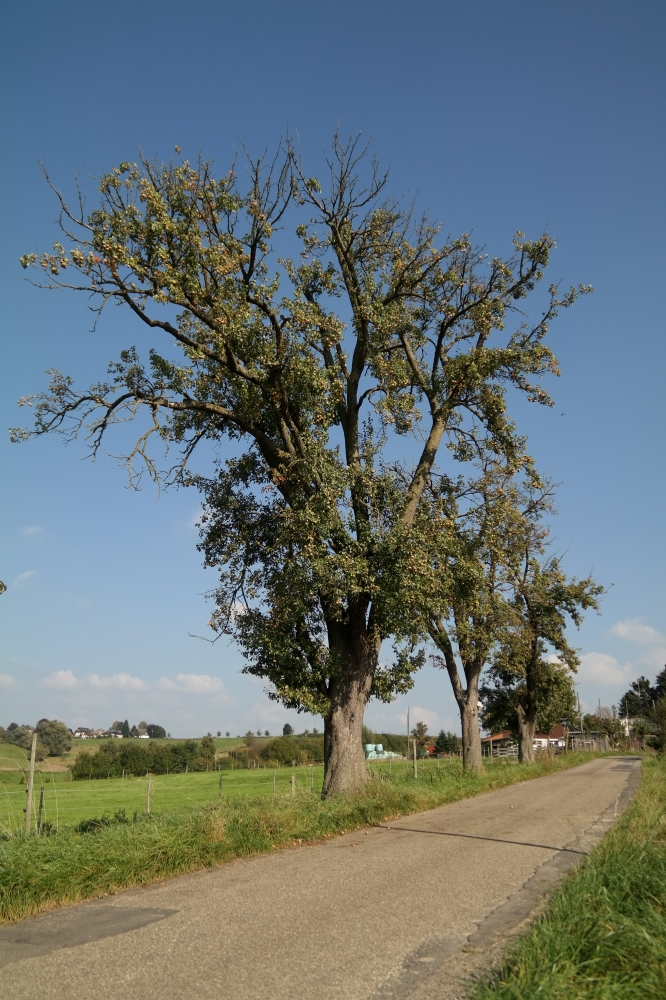
'Ölligsbirne' an der Birnenallee bei Hennef-Söven

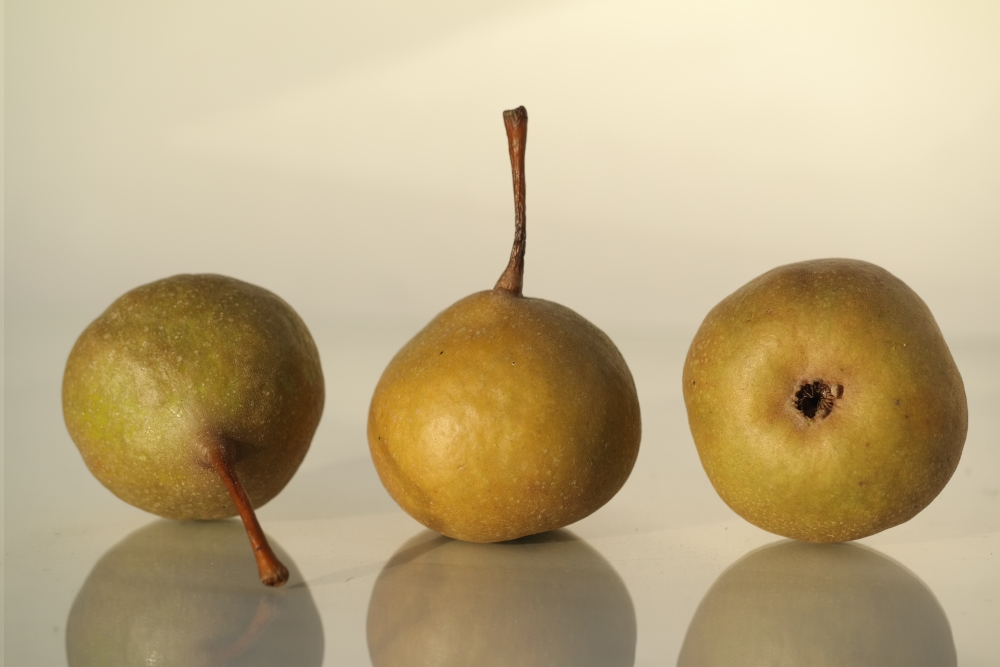
Früchte der 'Ölligsbirne'

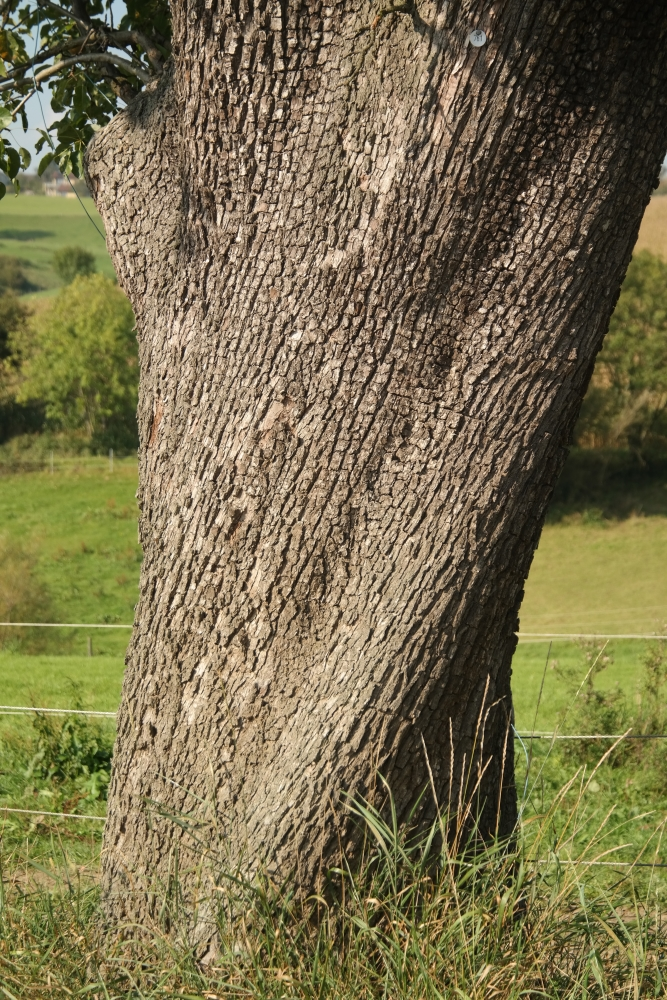
Der typisch gedrehte Stamm und die Borke einer 'Ölligsbirne'

Die Ölligsbirne ist eine alte rheinische Regionalsorte der Kultur-Birne (Pyrus communis). Weitere synonyme Bezeichnungen sind Öllichsbirne oder Ollechsbirne. Der Name kommt vom rheinischen „Öllisch“ oder „Öllich“ für „Zwiebel“ und bezieht sich auf die Form der Früchte.

## Herkunft und Verbreitung
Die genaue Herkunft der 'Ölligsbirne' ist nicht bekannt. Ihre Hauptverbreitung hat sie heute im Rhein-Sieg-Kreis, wo noch einzeln alte Bäume auf Obstwiesen, in Alleen und Gärten stehen. Ein Teil der Altbäume einer landschaftsprägenden Birnenallee bei Hennef-Söven zum Beispiel besteht, neben weiteren Regionalsorten wie der 'Rheinbirne', aus 'Ölligsbirnen'. Im Landkreis Ahrweiler und bei Trier findet man sie ebenfalls, vermutlich kommt sie auch etwas weiter rheinaufwärts vereinzelt vor.

## Beschreibung

### Erscheinungsbild
Die 'Ölligsbirne' wächst sehr stark und kann zu großen, imposanten Bäumen mit hochkugeliger Baumkrone heranwachsen. Die Baumkrone ist dicht und besitzt viele starke, steile Seitenäste, meist ohne dabei einen dominierenden Mittelstamm zu bilden. Auffällig ist der drehwüchsige Stamm mit grober Borke, durch den sie sich von den meisten anderen Birnensorten unterscheiden lässt. Auch alte Bäume sind sehr vital und bilden nach dem Schnitt kräftig Neutriebe. Die Bäume können weit über 100 Jahre alt werden, bei einzelnen alten Bäumen wird auch ein Alter von bis zu 200 Jahre nicht ausgeschlossen.

### Sorteneigenschaften
Im Vergleich zu anderen Birnensorten blüht die 'Ölligsbirne' eher spät. Die Sorte 'Ölligsbirne' ist nicht anfällig auf Schorf und Obstbaumkrebs.

### Frucht
Die kleinen, langgestielten Früchte sind variabel geformt, von kreiselförmig über kugelig bis flachgedrückt, oft auch unförmig. Im reifen Zustand sind sie hellgrün bis gelb, sonnenseitig färben sie sich rötlich braun. Die Früchte sind fest und werden erst mit fortschreitender Reife druckanfällig. Das feste, weißgrünliche Fruchtfleisch ist saftig, süß und aromatisch, zugleich gerbsäurehaltig. Die trockene, samtig raue Schale stört etwas beim Verzehr. Die reifen Früchte fallen vom Baum, sodass sie nicht gepflückt, sondern nur noch aufgesammelt werden müssen. Kühl gelagert sind die Früchte bis ins Frühjahr haltbar.

## Nutzung
Die 'Ölligsbirne' ist ein Wirtschaftsobst, deren Früchte früher vor allem zu Birnenkraut verarbeitet wurden. Wie Apfelkraut war Birnenkraut eine rheinische Spezialität, die heute jedoch weitgehend in Vergessenheit geraten ist. Von den einst vielen Krautfabriken („Patschen“) des Rheinlandes sind nur einzelne geblieben. Daneben ist sie auch als Kochbirne geeignet, außerdem lässt sich aus den Früchten ein guter Obstbrand herstellen.

## Erhaltung
Um den Erhalt der Sorte 'Ölligsbirne' bemühen sich die Natur- und Umweltschutzorganisationen in der Verbreitungsregion, insbesondere die Biologische Station im Rhein-Sieg-Kreis e. V. Alte Bäume werden wieder gepflegt und neue gepflanzt. Auch die Öffentlichkeit soll auf alte Obstsorten wie die 'Ölligsbirne' aufmerksam gemacht werden; mittlerweile sind diese auch wieder in einigen Baumschulen erhältlich. Durch das Pflanzen neuer und dem Pflegen alter bestehender Bäume sowie durch Nutzen der Früchte kann jeder einen Beitrag zum Erhalt alter Obstsorten leisten.

## Birnenallee bei Hennef-Söven
Die 1,6 km lange Birnenallee zwischen Söven und Blankenbach bei Hennef ist bereits auf Luftbildern von 1934 zu sehen. Einige der Bäume sind Schätzungen zufolge wahrscheinlich an die 200 Jahre alt.